# Toryzmund
Toryzmund (Torismund, ur. ? – zm. 453) – król Wizygotów w latach 451–453 z rodu Baltów.
Wstąpił na tron po śmierci swojego ojca Teodoryka I, który poległ w bitwie na Polach Katalaunijskich. Toryzmund był prawdopodobnie pierwszym władcą gockim, który zaczął poważnie myśleć o uniezależnieniu od Rzymu. Jego secesjonistyczna polityka skłoniła rzymskiego wodza Aecjusza do zawiązania spisku z braćmi Toryzmunda – Teodorykiem i Fryderykiem. Spiskowcy udusili króla, a na jego miejsce arystokracja wizygocka wybrała Teodoryka.